# Ormosia palpalis
Ormosia palpalis là một loài ruồi trong họ Limoniidae. Chúng phân bố ở miền Tân bắc.